# Edward Magri
Edward Magri (ur. 22 września 1908 w Sliemie, zm. 14 października 1998) – maltański piłkarz wodny, olimpijczyk.
W 1928 roku wystąpił wraz z drużyną na igrzyskach olimpijskich w Amsterdamie (były to jego jedyne igrzyska olimpijskie). Podczas tego turnieju zagrał w dwóch spotkaniach. W 1/8 finału grał przeciwko reprezentacji Luksemburga (pierwsze spotkanie Malty na igrzyskach). Maltańczycy wygrali ten pojedynek 3–1, a Magri był strzelcem jednej z bramek. Dwa następne mecze Maltańczycy wysoko przegrali i nie zdobyli olimpijskich medali (odpowiednio: 0–16 z Francją i 0–10 ze Stanami Zjednoczonymi; Magri nie zagrał w meczu z Francją).